# Municipio de Jackson (condado de Bremer)
El municipio de Jackson (en inglés: Jackson Township) es un municipio ubicado en el condado de Bremer en el estado estadounidense de Iowa. En el año 2010 tenía una población de 1446 habitantes y una densidad poblacional de 23,02 personas por km².

## Geografía
El municipio de Jackson se encuentra ubicado en las coordenadas 42°39′50″N 92°28′29″O / 42.66389, -92.47472. Según la Oficina del Censo de los Estados Unidos, el municipio tiene una superficie total de 62.82 km², de la cual 61,43 km² corresponden a tierra firme y (2,21 %) 1,39 km² es agua.

## Demografía
Según el censo de 2010, había 1446 personas residiendo en el municipio de Jackson. La densidad de población era de 23,02 hab./km². De los 1446 habitantes, el municipio de Jackson estaba compuesto por el 99,1 % blancos, el 0,14 % eran afroamericanos, el 0,14 % eran asiáticos y el 0,62 % eran de una mezcla de razas. Del total de la población el 0,62 % eran hispanos o latinos de cualquier raza.